# Pluto i paradiset
Pluto i paradiset (engelska: Plutopia) är en amerikansk animerad kortfilm med Pluto från 1951.

## Handling
Pluto är på semester i en stugby tillsammans med Musse Pigg. På kvällen drömmer Pluto om att han lever i ett paradis vid namn Plutopia och att den retsamme katten Milton är hans betjänt som gör allt han begär om.

## Om filmen
Filmen hade svensk premiär den 17 augusti 1953 och visades på biografen Spegeln i Stockholm.
Filmen har haft flera svenska titlar genom åren. Vid biopremiären 1953 gick den under titeln Pluto i paradiset. Alternativa titlar till filmen är Plutopia och Pluto i drömlandet.
Filmen har funnits utgiven på DVD.

## Rollista
- James MacDonald – Musse Pigg
- Pinto Colvig – Pluto
- Jim Backus – katten Milton[7]